# Ihor Nahajew
Ihor Wolodymyrowytsch Nahajew (ukrainisch Ігор Володимирович Нагаєв; * 24. Februar 1966 in Kiew) ist ein ehemaliger sowjetischer Kanute aus der Ukraine.

## Karriere
Ihor Nahajew nahm bei den Olympischen Spielen 1988 in Seoul an zwei Wettbewerben teil. Mit Wiktor Denissow startete er im Zweier-Kajak auf der 500-Meter-Strecke und gewann mit ihm den ersten Vorlauf. Im Halbfinale belegten sie in ihrem Lauf den zweiten Rang, womit sie sich für das Finale qualifizierten. In diesem überquerten sie nach 1:34,15 Sekunden hinter den siegreichen Neuseeländern Ian Ferguson und Paul MacDonald, aber vor den Ungarn Attila Ábrahám und Ferenc Csipes als Zweite die Ziellinie und gewannen die Silbermedaille. Nahajew gehörte außerdem zum sowjetischen Aufgebot im Vierer-Kajak, dessen Besetzung neben ihm aus Oleksandr Motusenko, Serhij Kirsanow und Wiktor Denissow bestand. Nach Rang zwei im Vorlauf und einem Sieg im Halbfinale stand die Mannschaft im olympischen Endlauf, den sie auf dem zweiten Platz beendete. In 3:01,40 Minuten setzten sie sich um 0,9 Sekunden gegen die Mannschaft aus der DDR durch, während die siegreichen Ungarn um 1,2 Sekunden schneller waren als die sowjetische Mannschaft.
Bei den Olympischen Spielen 1992 in Barcelona war Nahajew Teil der Delegation des Vereinten Teams und trat im Einer-Kajak über 1000 Meter an. Als Vierter seines Vorlaufs gelang ihm erst als Zweiter seines Hoffnungslaufs die Qualifikation für das Halbfinale, in dem er schließlich als Achter seines Laufs ausschied. Seine einzige weitere internationale Medaille gewann Nahajew bereits bei den Weltmeisterschaften 1986 in Montreal, als er im Einer-Kajak auf der 500-Meter-Strecke den dritten Platz belegte und damit die Bronzemedaille erhielt.